# Mieczysław Jaworski (historyk)

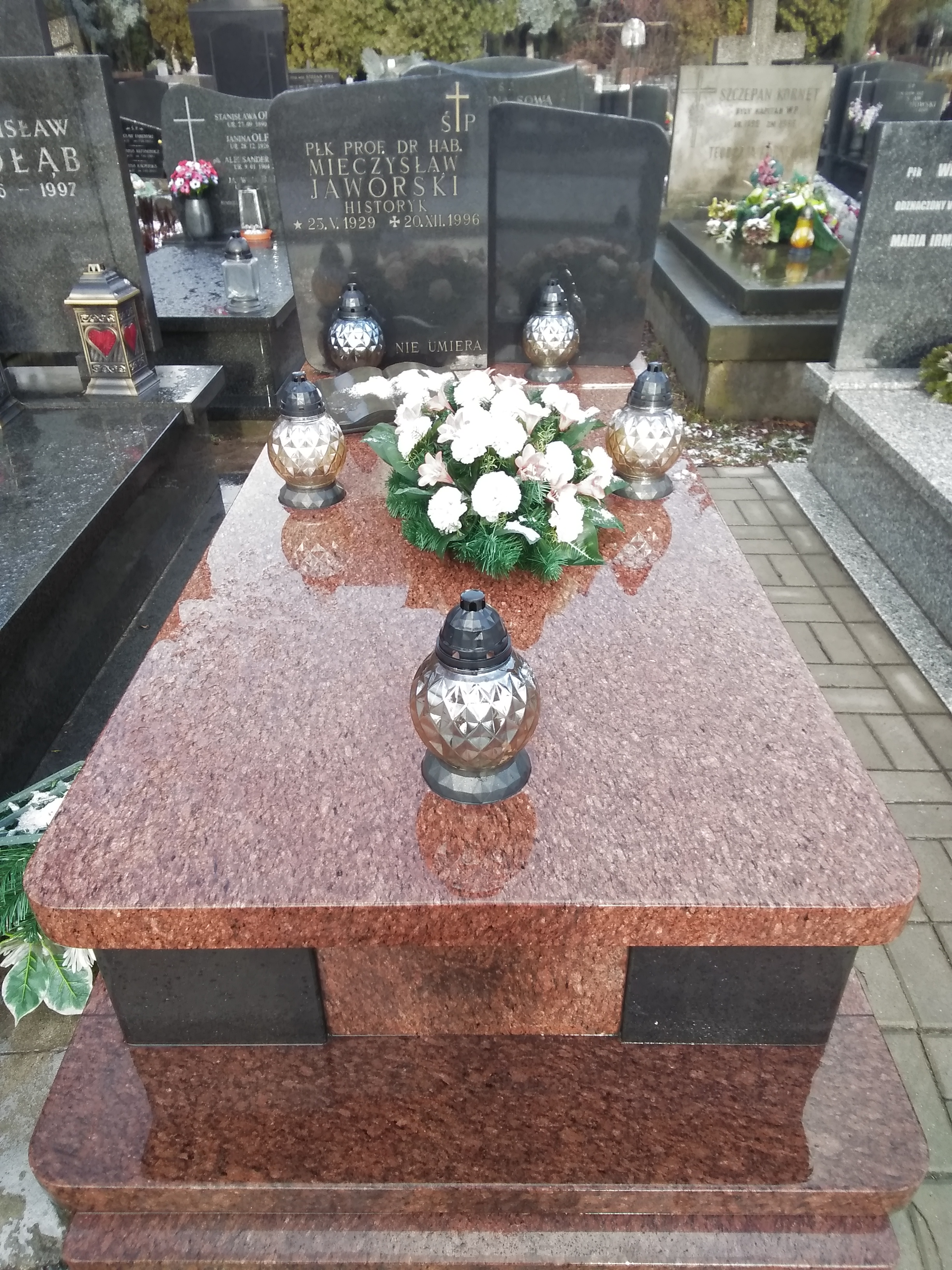
Gró pułkownika Mieczysława Jaworskiego na Cmentarzu Wojskowym na Powązkach

Mieczysław Jaworski (ur. 23 maja 1929, zm. 20 grudnia 1996) – polski historyk, prof. dr hab., pułkownik Wojska Polskiego.

## Życiorys
Był pracownikiem Wojskowej Akademii Politycznej. W latach 1981–1990 był tam kierownikiem Katedry Historii Polski i Polskiego Ruchu Robotniczego. Zajmował się historią najnowszą.
Został pochowany na wojskowych Powązkach (kwatera FII-dod.-12).

## Wybrane publikacje
- Na piastowskim szlaku : działalność Ministerstwa Ziem Odzyskanych w latach 1945-1948, Warszawa: Wydaw. Ministerstwa Obrony Narodowej 1973.
- Historia Polski w świetle źródeł, t. 2, cz. 3: Od 1944 do 1956 r., Warszawa: Wojskowa Akademia Polityczna im. F. Dzierżyńskiego. Katedra Historii Polski i Polskiego Ruchu Robotniczego 1973.
- Wojsko Polskie w dziejach państwa i narodu polskiego w okresie XXXV-lecia Polskiej Rzeczypospolitej Ludowej (materiały sympozjum naukowego) : Warszawa 4 VII 1979 r., red. Stefan Chojnecki, Mieczysław Jaworski, Warszawa: Wojskowa Akademia Polityczna im. F. Dzierżyńskiego 1980.
- Korpus Bezpieczeństwa Wewnętrznego 1945-1965, Warszawa: Wydaw. Min. Obrony Narodowej 1984.
- Powstanie i działalność Korpusu Bezpieczeństwa Wewnętrznego, Warszawa: Akademia Spraw Wewnętrznych. Katedra Historii i Archiwistyki 1984.
- (współautor: Mieczysław Starczewski), Źródła do historii Polski 1944-1956, cz. 1-2, Warszawa: WAP 1987.
- (współautor: Janusz Janicki), Wydarzenia marcowe 1968 roku: geneza, przebieg, następstwa, Warszawa: "Książka i Wiedza" 1988.